# Emil Engelmann (Heimatforscher)
Emil Karl August Engelmann (* 25. Februar 1861 in Guben; † 1945) war ein deutscher Lehrer und Heimatforscher.

## Leben
Emil Engelmann wurde als Sohn des Gastwirts Eduard Engelmann geboren und besuchte das Gymnasium in Guben, wo er 1881 das Reifezeugnis erwarb. Anschließend studierte in Berlin klassische Philologie, Geschichte und Philosophie. Am 13. Februar 1886 wurde er mit einer Arbeit zum Anspruch der Päpste auf Konfirmation und Approbation bei den deutschen Königswahlen 1077 bis 1378 zum Dr. phil. promoviert. Am 14. Dezember 1886 bestand er das Examen pro facultate docendi. Ostern 1887 trat er als Proband in das Königliche Kaiser Wilhelms-Realgymnasium in Berlin ein und verblieb dort als Hilfslehrer bis Ostern 1891. Dann ging er an das neu gegründete Königliche Prinz Heinrichs-Gymnasium in Schöneberg, dem er bis Ostern 1905 angehörte. 1905 wurde er Leiter des Gymnasiums in Sorau und blieb es bis 1926, als er wegen eines Augenleidens in den Ruhestand trat. Bereits 1908 wurde er als Stadtverordneter in der Stadtverwaltung gewählt. Nach Ablauf der Wahlzeit wurde er zum Ratsherrn und später zum Stadtrat ernannt. Mit dem Ausscheiden aus der Stadtverwaltung 1930 wurde er zum Stadtältesten ernannt.
Engelmann war Mitglied des Vereins für die Geschichte Soraus und des Sorauer Handwerkervereins. Seit 1918 leitete er beide Vereine, 1933 wurde er Ehrenvorsitzender des Geschichtsvereins. Außerdem war er 1916 bis 1930 2. Vorsitzender und ab 1930 Ehrenmitglied der Niederlausitzer Gesellschaft für Geschichte und Altertumskunde.
Engelmann heiratete 1891. Er hatte drei Söhne und eine Tochter.

## Werke
Engelmann arbeitete an den Kunstdenkmälern des Kreises Sorau und der Stadt Forst mit und veröffentlichte neben geschichtlichen Abhandlungen in Zeitungen und Zeitschriften folgende Werke:
- Der Anspruch der Päpste auf Konfirmation und Approbation bei den deutschen Königswahlen (1077–1378). Ein Beitrag zur Geschichte des Kampfes zwischen Papsttum und deutschem Königtum im Mittelalter. Wilhelm Koebner, Breslau [1886], zugleich: Dissertation, Berlin, Philosophische Fakultät, 1886
- Philipp von Schwaben und Papst Innocenz III. während des deutschen Thronstreites 1198–1208. Hayn, Berlin 1896 (Berlin, Königliches Prinz Heinrichs-Gymnasium, Programm 1896, Beilage)
- mit Alfred Przygode: Griechischer Anfangsunterricht im Anschluß an Xenophons Anabasis. 2 Teile: 1. Unter-Tertia, F. A. Herbig, Berlin 1904, 2. Auflage 1907; 2. Ober-Tertia, F. A. Herbig, Berlin 1905, 2. Auflage 1909
- Beiträge zur Geschichte der Anstalt. Rauert & Pittius, Sorau 1908 (Sorau, Königliches Gymnasium, Programm 1908, Beilage)
- Was der Kirchturmknopf erzählt. Eine Elegie aus der Vorzeit Sorau’s. Rauert & Pittius, Sorau 1910 (Sorau, Königliches Gymnasium, Programm 1910)
- Die Heimatstadt Sorau N.-L. Ein kurzer Leitfaden zur Einführung in die Geschichte der Stadt Sorau. Rauert & Pittius, Sorau 1922
- Fleischerchronik von Sorau N. L. Jubiläumsschrift zum 500jährigen Bestehen des Gewerkes der Fleischhauer. [Rauert & Pittius], [Sorau] [1928]
- Zur Geschichte des „Niederhospitals“. Zum 600jährigen Bestehen des „Hospitals zum heiligen Geist und heiligen Kreuz“ vor der Stadt Soraw. Rauert & Pittius, Sorau 1929
- Die Geschichte der Stadt Sorau im Jahrhundert der Selbstverwaltung 1832–1932. Rauert & Pittius, Sorau 1936 (Digitalisat)